# シリフリ
シリフリは、かつてワタナベエンターテインメントで活動していた女性お笑いコンビ。2014年11月12日解散。

## 略歴・概説
2010年4月結成。ワタナベコメディスクールに11期生として在籍（2009年10月入学、2010年9月卒業）。この後、ワタナベエンターテインメント所属となる。
コント、漫才ともに演じており、松丸の体型を生かしたりいじったりするネタなどがある。松丸はビキニ姿でネタを演じることもよくあり、後姿を向けて尻を叩き「はさまれたいんだろ!」「かかってらっしゃい!」などとセリフを発することもある。リズムネタでは、2人のキャラクターを生かして“可愛い子のあるある”と“おデブのあるある”をネタにし、『東京ブギウギ』の替え歌に乗せて歌う「私あるある」のネタがある（『ワラリズム』で演じている）。
「リベロ」「ホルモン」のメンバーの芸名は、同じ事務所の先輩のTIM・ゴルゴ松本が名付けた。原はバレーボールをやっていたから「リベロ」で、松丸は最初、ホルモン好きの原が「（ホルモンが）松丸っぽい」と思ったことから「ホルモン松丸」という芸名案を考え出し、それを聞いたゴルゴが「松丸ホルモンの方がいい」ということで決まった。
2013年4月7日、コンビ名を「劇団シリフリ」から劇団を取って「シリフリ」に改名したことをブログで発表した。
2014年8月3日、初単独ライブ『挟まれたいやつ出ておいで ～尻ーズ1～』（東京・しもきた空間リバティ）を行った。
2014年11月12日放送のバチバチエレキテるZer0（ゼロテレビ）にて、コンビ解散を発表した。

## メンバー
- 原リベロ（はら リベロ、1987年9月14日 - ）(37歳)
本名・原 由梨瑛（はら ゆりえ）[8]
体型がスレンダーな方。（身長157cm、体重54kg、B80cm、W69cm、H89cm（2012年当時）[9]、Eカップ）
東京都出身。血液型B型。
実用英語技能検定3級、世界遺産検定3級、けん玉検定4級のそれぞれの資格を持っている[10]。
「リベロ」の芸名の由来は、高校時代にバレーボール部でポジションがリベロだったということから[11]。
テレビ初出演は『エンタの神様』（日本テレビ）で、にしおかすみこの後ろで踊るバックダンサー役として出演[11]。
芸人になる前はキャバクラ嬢をしていた[12]。
親友と一緒に4億円のマンションに住んでいるとのことで、その親友の彼氏がかなりの金持ちで、その関係でそのマンションの部屋に住むことになったという[13]。
2012年12月20日、この日GYAO!の『ワタナベプラス』で生配信された「一番可愛い女芸人決定戦!!」で1位に選ばれた[2][14]。
加藤綾子（フジテレビアナウンサー）似と言われて「お笑い界のカトパン」と言われているという評判がある[15]。2013年2月18日発売の『週刊プレイボーイ』でビキニ姿のグラビアを披露した。
面倒くさがりな性格でお風呂やシャワーが大嫌い[15]。ペースは5、6日に1回であまりの臭いに出演者は悶絶した[16]。
シリフリ解散後は会社を設立して女社長を目指す[7]。
2016年9月、小型船舶操縦免許を取得[17]。ヨットで太平洋横断、大西洋横断の航海に出るなどしている[18]。
2017年11月22日には「1億人の大質問!?笑ってコラえて!」（日本テレビ）に[19]、2018年2月には「AI-TV」（フジテレビ）に少し出演している[20]。
- 松丸ホルモン（まつまる ホルモン、1986年5月14日 - ）(38歳)
本名・松丸 実希子（まつまる みきこ）[21]
体型がぽっちゃり型の方。（身長158cm、B100cm、W100cm、H102cm（2012年当時）[9]）
千葉県柏市出身[21]。血液型B型。
現在はマービンJr.とのコンビ「まんぷくフーフー」で活動。
その他詳細は松丸ほるもんの項目を参照。

## 出演

### テレビ
- チェリーナイツ（BSフジ）- コンビでのテレビ初出演[11]。
- まちドラ〜東京OL処世術〜（TBS）
- セカジュー〜世界で10万円稼ぐということ〜（テレビ東京）- エチオピアとブルキナファソで1カ月間働き10万円稼ぐロケを行った[11]。
- ピロロン学園（日本テレビ）
- 森田一義アワー 笑っていいとも!（フジテレビ）- 2012年10月15日「ウルトラソウル選手権」コーナー、松丸のみ
- 芸人報道（日本テレビ）- 2012年11月12日
- 大人のバナナ（テレビ朝日）- 2013年1月24日、松丸のみ
- TV・局中法度!（テレビ神奈川・千葉テレビ放送・テレビ埼玉・サンテレビジョン） - 2013年2月9日、原のみ
- ロケットライブ（フジテレビ）- 2013年2月13日、2013年3月13日
- NexT（日本テレビ）- 2013年4月6日、原のみ「次世代の“天然芸人”候補芸人」として出演
- ワラリズム（フジテレビ）- 2013年4月8日
- 有吉反省会（日本テレビ）- 2013年4月14日、原のみ
- ネプチューンのTHE☆宝島 瀬戸内海で大発掘SP（山陽放送・TBS系）- 2013年6月9日
- バチバチエレキテる（フジテレビ、2013年7月2日 - 9月17日） - 暫定メンバー
- オンバト+（NHK総合）- 2013年10月19日初出場 戦績1勝1敗 最高413KB
- うつけもん（フジテレビ）- 2014年4月23日、2014年5月7日
- 解決!ナイナイアンサー（日本テレビ）- 2014年7月29日
- 国民アンケートクイズ リアル日本人!（NHK総合）- 2014年8月12日
- ポシュレモダンモール（日本テレビ）

### ラジオ
- くにまるジャパン（文化放送）

シリフリ解散後の松丸のみの出演については、松丸ほるもん#出演の節を、松丸のまんぷくフーフー結成後の出演については、まんぷくフーフー#出演の節をそれぞれ参照。